# John S. Pindar

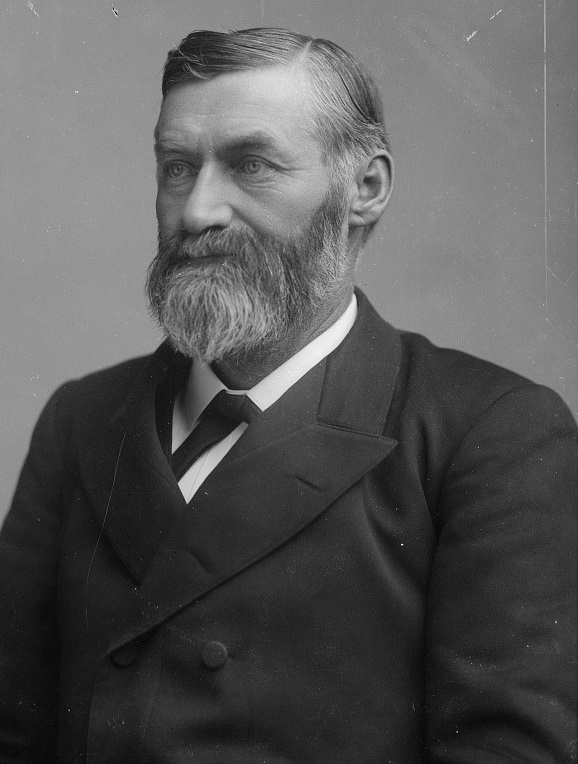
John S. Pindar, ca. 1885

John Sigsbee Pindar (* 18. November 1835 in Sharon, New York; † 30. Juni 1907 in Cobleskill, New York) war ein US-amerikanischer Jurist und Politiker. Zwischen 1885 und 1887 sowie zwischen 1890 und 1891 vertrat er den Bundesstaat New York im US-Repräsentantenhaus.

## Werdegang
John Sigsbee Pindar wurde 1835 im Schoharie County geboren. Er besuchte Gemeinschaftsschulen und das Richmondville Seminary. Pindar studierte Jura. Seine Zulassung als Anwalt erhielt er 1865. Im selben Jahr ging der Bürgerkrieg zu Ende. Zwischen 1882 und 1884 war er Präsident der Village von Cobleskill. Politisch gehörte er der Demokratischen Partei an. Er hatte zehn Jahre lang den Vorsitz im Democratic County Committee. Bei den Kongresswahlen des Jahres 1884 für den 49. Kongress wurde Pindar im 24. Wahlbezirk von New York in das US-Repräsentantenhaus in Washington, D.C. gewählt, wo er am 4. März 1885 die Nachfolge von Newton W. Nutting antrat. Er schied dann nach dem 3. März 1887 aus dem Kongress aus. Nach seiner Kongresszeit ging er in Cobleskill wieder seiner Tätigkeit als Anwalt nach. 1888 nahm er als Delegierter an der Democratic National Convention teil und kandidierte erfolglos für den 51. Kongress. Pindar wurde in einer Nachwahl in den 51. Kongress gewählt, um dort die Vakanz zu füllen, die durch den Tod von David Wilber entstand. Er nahm am 4. November 1890 seinen Sitz im US-Repräsentantenhaus ein, bekleidete diesen allerdings nur bis zum 3. März 1891. Danach ging er wieder seiner Tätigkeit als Anwalt nach. Er verstarb ungefähr sieben Jahre vor dem Ausbruch des Ersten Weltkrieges in Cobleskill und wurde dann auf dem gleichnamigen Friedhof beigesetzt.